# Grönliljesläktet
Grönliljesläktet (Zigadenus) är ett växtsläkte i familjen stickmyrtenväxter med 18–22 arter från tempererade delar av Asien och Nordamerika. I Norden förekommer ingen art naturligt men några arter odlas som trädgårdsväxter i Sverige.

## Lista över arter inom släktet
- Amianthium muscitotoxum - Flypoison

- Anticlea elegans - Elegant Camas, Alkali Grass
- Anticlea frigida
- Anticlea hintoniorum
- Anticlea mogollonensis - Mogoll Deathcamas
- Anticlea neglecta
- Anticlea occidentalis
- Anticlea sachalinensis
- Anticlea sibirica
- Anticlea vaginata - Sheathed Deathcamas
- Anticlea virescens - Green Deathcamas
- Anticlea volcanica - Lava Deathcamas

- Stenanthium densum - Osceola's Plume
- Stenanthium gramineum - Featherbells
- Stenanthium leimanthoides - Pinebarren Deathcamas

- Toxicoscordion brevibracteatus - Desert Deathcamas
- Toxicoscordion exaltatum - Giant Deathcamas
- Toxicoscordion fontanum
- Toxicoscordion fremontii - Fremont's Deathcamas, Star Zigadene - (several varieties)
- Toxicoscordion nuttallii - Nuttall's Deathcamas
- Toxicoscordion paniculatum - Foothill Deathcamas, Sand-corn
- Toxicoscordion venenosum - Death Camas, Meadow Deathcamas - (several varieties)
- Toxicoscordion micranthus - Smallflower Deathcamas

- Zigadenus glaberrimus - Sandbog Deathcamas